# Ampolla de plàstic

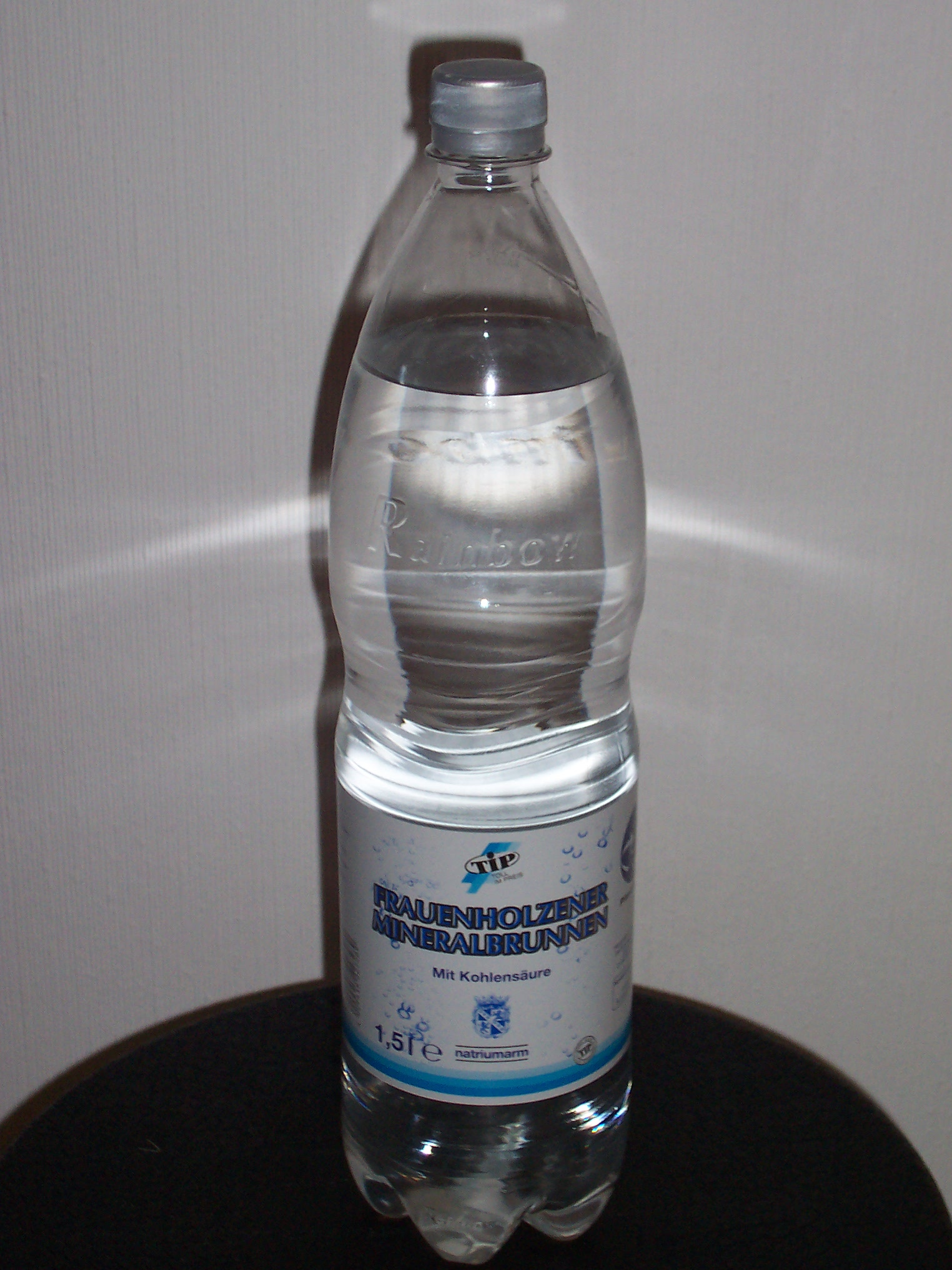
Una ampolla de plàstic

L'ampolla de plàstic és una envàs lleuger molt utilitzat en la comercialització de líquids en productes com lactis, begudes o productes de neteja. També s'empra per al transport de productes en pols o en píndoles, com vitamines o medicines. Els seus avantatges respecte al vidre són bàsicament el seu menor preu i la seva gran versatilitat de formes. Es va començar a desenvolupar la dècada de 1950.
El plàstic es modela perquè l'ampolla adquireixi la forma necessària per a la funció a què es destina. Algunes incorporen nanses laterals per facilitar l'abocament del líquid. Altres milloren la seva ergonomia estrenyent-se en la seva part frontal o amb rebaixos laterals per poder agafar-la amb comoditat. Les ampolles amb anells perimetrals o transversals milloren la seva resistència mecànica a l'apilament. Les estretes i amples milloren la seva visibilitat en el lineal en comptar amb un facing de major superfície.
El tap de rosca, també de plàstic, és el tancament més habitual de les ampolles de plàstic. El seu disseny pot incrementar les seves funcionalitats actuant com a difusor en esprai, dispensador de líquid, mesura de dosificació o agafador, en aquest cas, per exemple, per garrafes pesants.

## Materials
Les ampolles de plàstic es fabriquen en gran varietat de materials, escollits en funció de la seva aplicació.

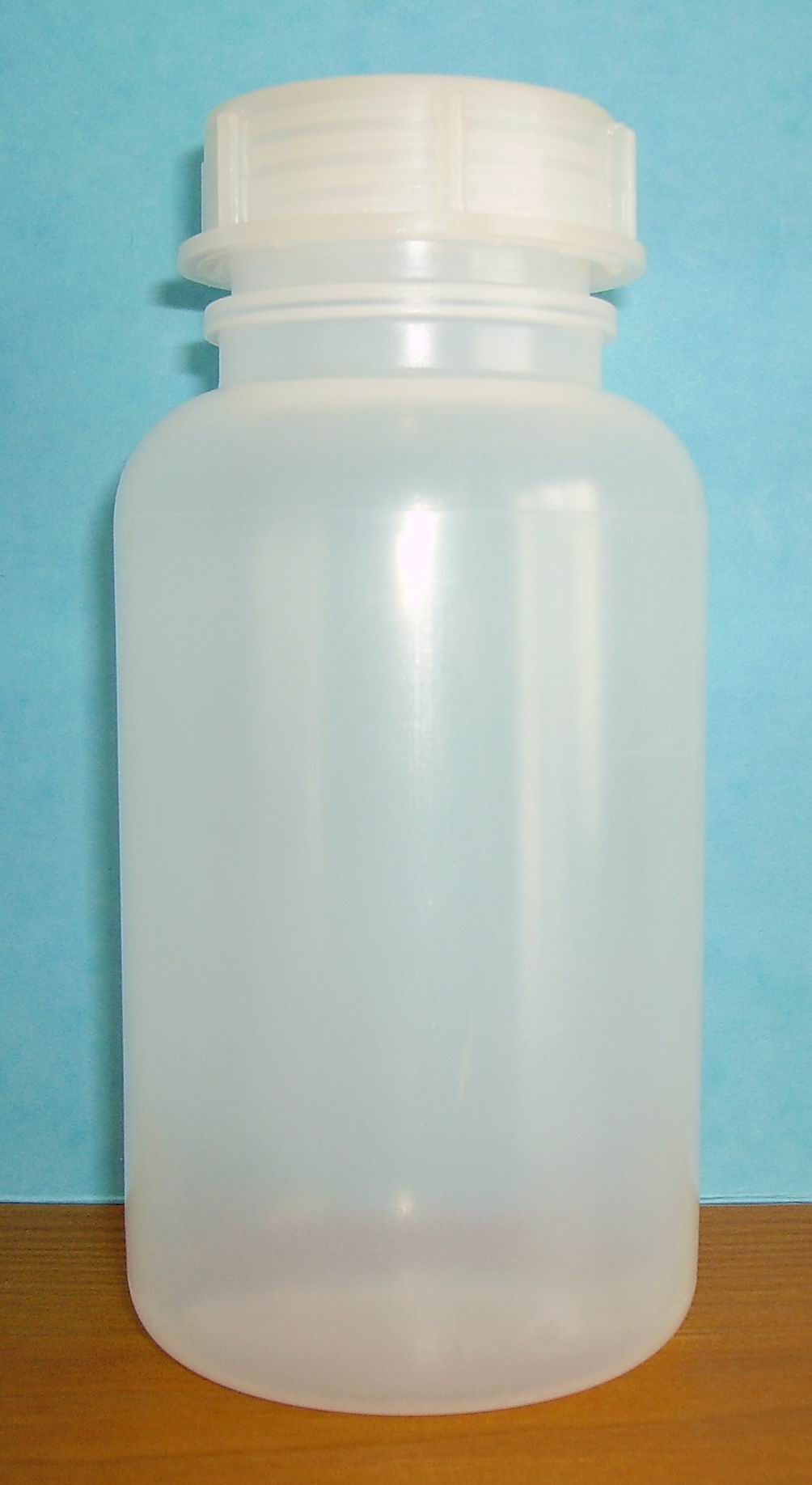
Ampolla de PEBD

- Polietilè d'alta densitat . El PEAD és la resina més estesa per a la fabricació d'ampolles. Aquest material és econòmic, resistent als impactes i proporciona una bona barrera contra la humitat. El PEAD és compatible amb una gran varietat de productes que inclouen àcids i càustics encara que no amb solvents. És un material naturalment translúcid i flexible. L'addició de color pot convertir-lo en opac però no en un material brilant. Tot i que proporciona bona protecció en temperatures sota el nivell de congelació, no pot ser utilitzat per a productes per sobre de 71.1 °C o per a productes que necessiten un segellat hermètic.
- Polietilè de baixa densitat . La composició del PEBD és similar al PEAD. És menys rígid i, generalment, menys resistent químicament però més translúcid. També és significativament més barat que el PEAD. S'usa fonamentalment, per a begudes.
- Politereftalat d'etilè . El politereftalat d'etilè (PET) s'usa habitualment per a begudes carbonatades i ampolles d'aigua. El PET proporciona propietats barrera molt bones per a l'alcohol i olis essencials, habitualment bona resistència química (encara que les acetones i el Ketone ataquen el PET) i una gran resistència a la degradació per impacte i resistència a la tensió. El procés d'orientació serveix per millorar les propietats de barrera contra gasos i humitat i resistència a l'impacte. Aquest material no proporciona resistència a aplicacions d'altes temperatures (71.1 °C).
- Policlorur de vinil . El PVC és naturalment clar, té gran resistència als olis i molt baixa transmissió a l'oxigen. Proporciona una barrera excel·lent a la majoria dels gasos i la seva resistència a l'impacte per caiguda també és molt bona. Aquest material és resistent químicament però vulnerable a solvents. El PVC és una opció ideal per a l'oli d'amanida, oli mineral i vinagre. També s'usa habitualment per a xampús i productes cosmètics. Exhibeix poca resistència a temperatures altes i es degrada a 71.1 °C fent-lo incompatible amb productes calents.
- Polipropilè . El polipropilè (PP) es fa servir sobretot per a gerres i tancaments i proporciona un embalatge rígid amb excel·lent barrera a la humitat. Un dels majors avantatges del polipropilè és la seva estabilitat a altes temperatures, fins a 200 °F. El polipropilè ofereix potencial per a l'esterilització amb vapor. La compatibilitat del PP amb altes temperatures explica el seu ús per a productes calents com ara el xarop. Té una excel·lent resistència química però té escassa resistència a l'impacte en temperatures fredes.
- Poliestirè . El poliestirè (PS) ofereix excel·lent claredat i rigidesa a un cost econòmic. Generalment, s'usa per a productes secs com vitamines o gelatina de petroli. El poliestirè no proporciona bones propietats barrera i mostra poca resistència a l'impacte.

## Fabricació

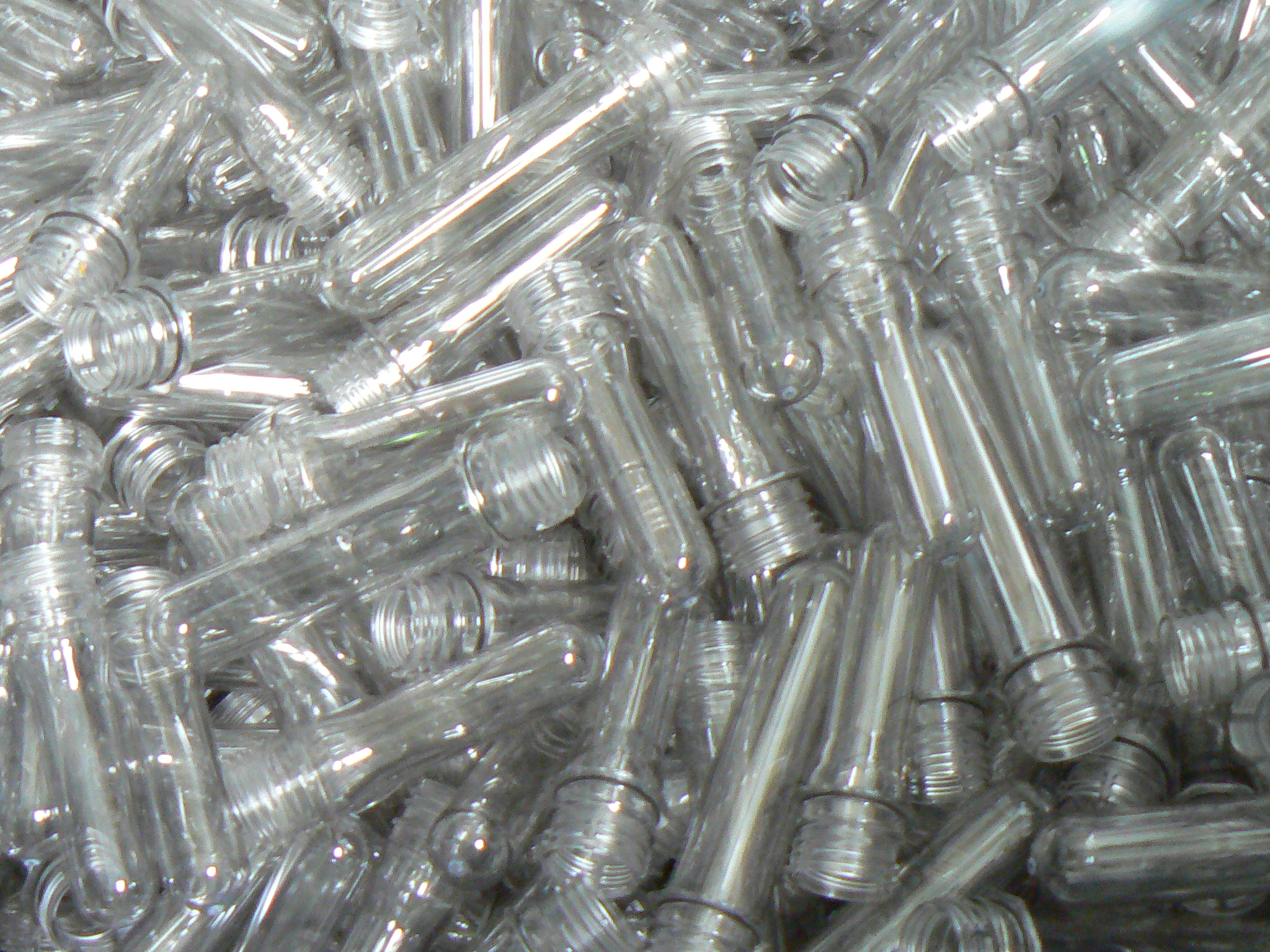
Proformes d'ampolles abans de ser processades

Les ampolles de plàstic (així com els pots i altres envasos en general) es fabriquen per tres mètodes bàsics: 
- Extrusió bufat. La gransa es bolca en una tremuja que desemboca en un cargol sense fi. Aquest gira amb la finalitat d'escalfar i unir el plàstic. Quan arriba a la boca, s'inicia la fase d'injecció amb aire comprimit que l'expandeix fins a prendre la forma d'un motlle de dues peces. Un cop refredat, l'envàs es manté estable i només resta tallar les rebaves.
- Injecció bufat. En primer lloc, es realitza la injecció del material en un motlle com preforma. Posteriorment, es transfereix aquesta al motlle final i es procedeix al bufat amb aire comprimit. En el moment en què s'ha refredat, es retira l'envàs extraient el motlle.
- Injecció-bufat-estirat. El primer pas és el condicionament d'una preforma. Després, s'introdueix en el motlle i es passa a la fase de bufat i estirament seqüencial. S'espera que es refredi i es procedeix a la retirada del motlle.

## Reciclatge

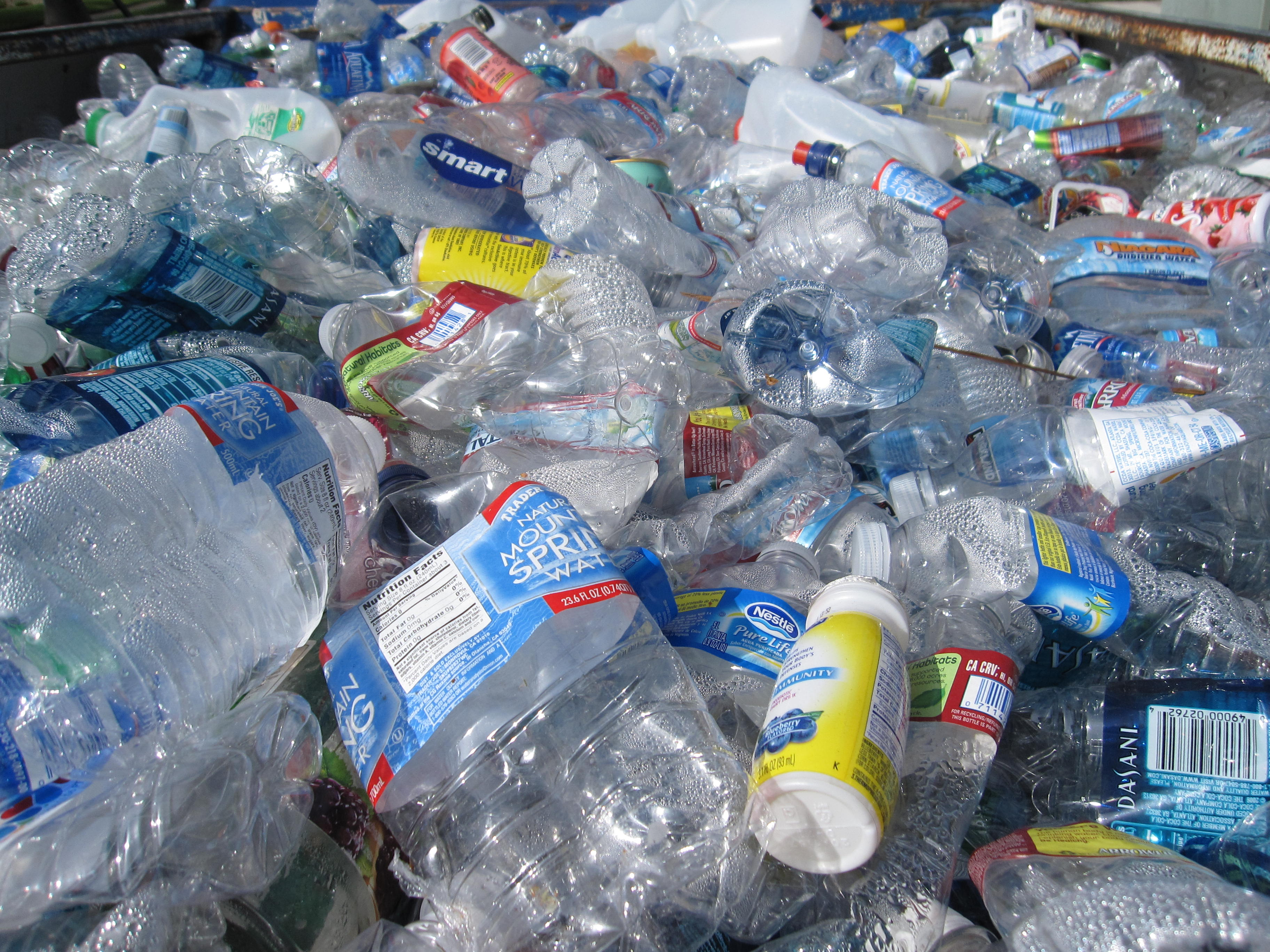
Reciclatge d'ampolles

Les ampolles de plàstic són majoritàriament reciclables. Molts països tenen un sistema de recollida selectiva d'escombraries que permet reciclar ampolles i altres envasos de plàstic. Per això, el consumidor diposita els envasos usats en contenidors identificats pel color (groc per exemple a Espanya). El reciclatge converteix el producte en articles amb propietats físiques i químiques idèntiques a les de la matèria original. Es realitza amb plàstics com PEAD (polietilè d'alta densitat), PEBD (polietilè de baixa densitat), PET (polietilè tereftalat), i PVC (clorur de polivinil), PP (polipropilè) i PS (poliestirè).
En el reciclatge d'ampolles se segueixen diferents passos: 
1. Separació dels diferents materials mitjançant procediments òptics
2. Granulat del plàstic mitjançant processos industrials
3. Neteja per eliminar components contaminants com paper, menjar, pols
4. Conversió en pellets. El plàstic es transforma en un tub prim que es talla formant els anomenats pellets.

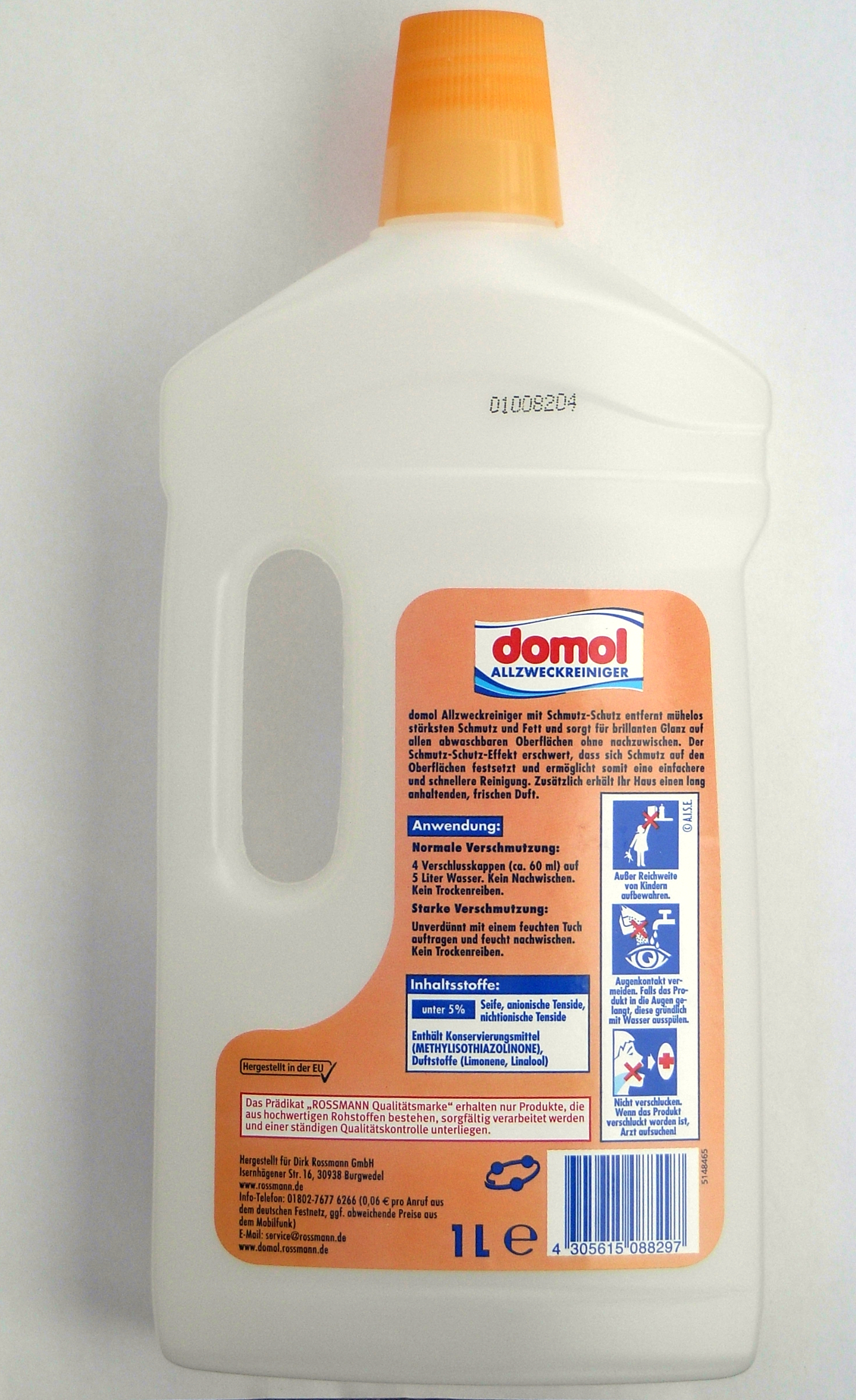
Ampolla amb nansa lateral
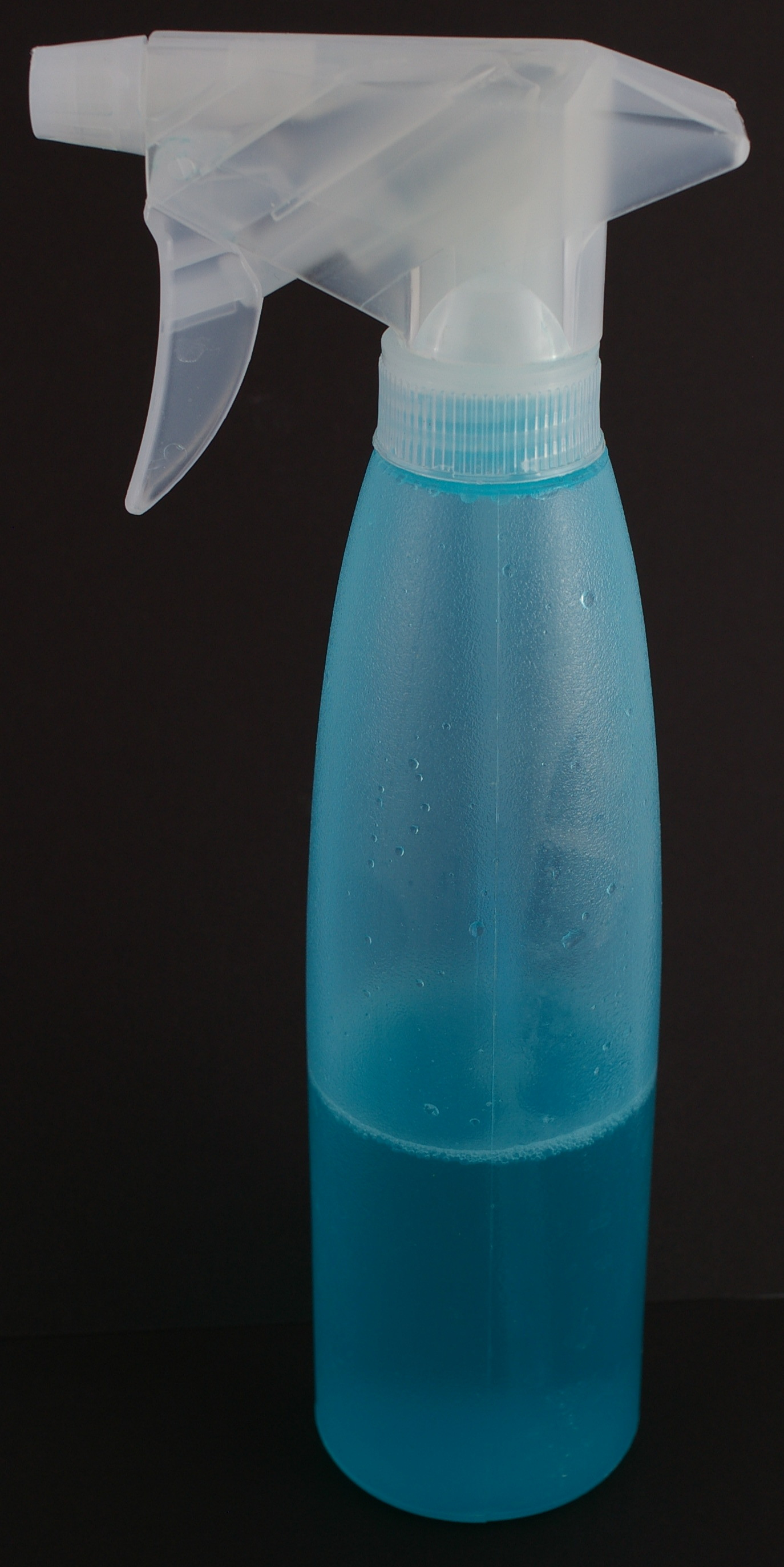
Ampolla amb difusor en esprai
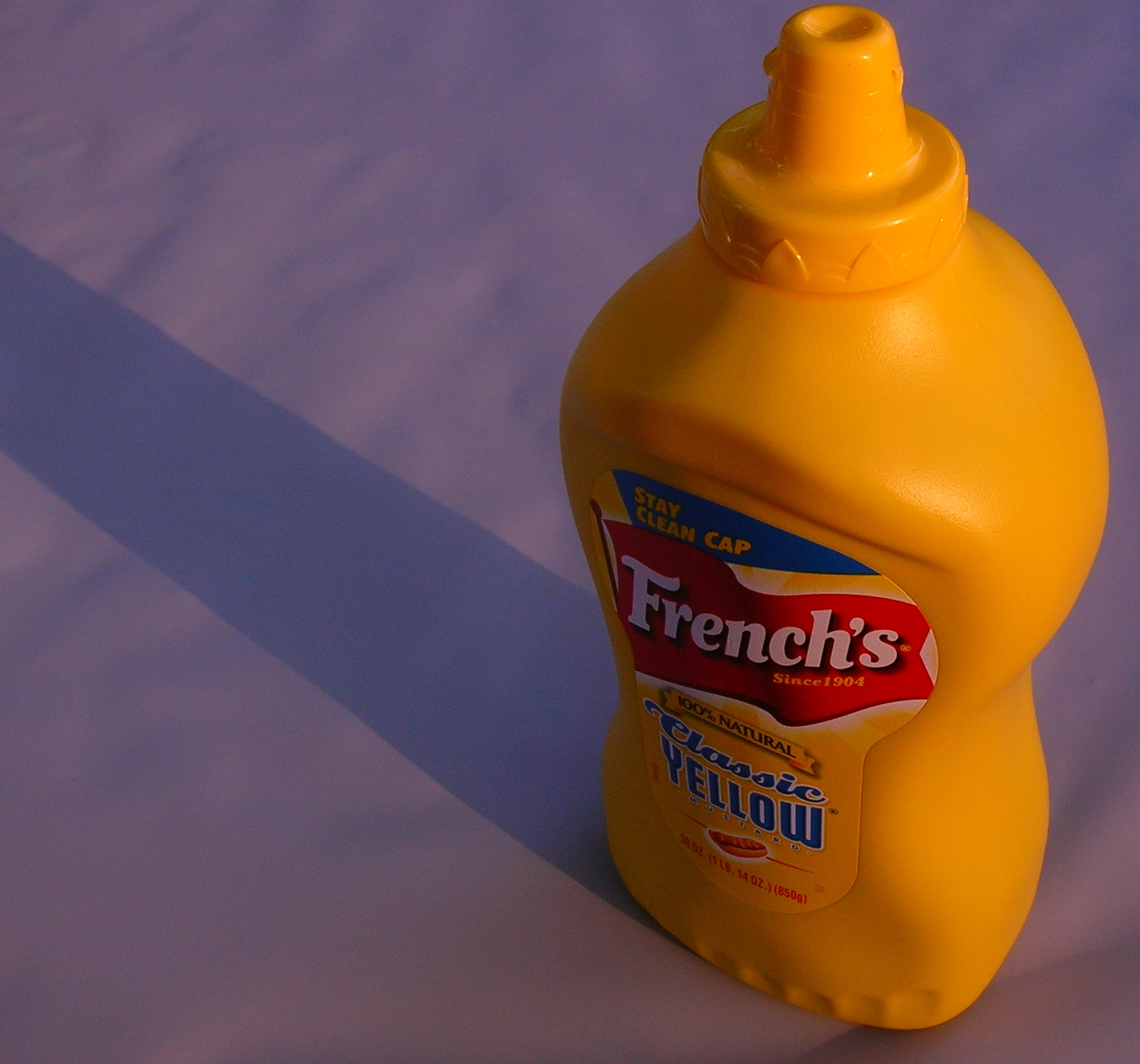
Ampolla ergonòmica

## Nota
1. ↑  Paul F. Bruins. Packaging with plastics.  Gordon and Breach, 1 gener 1974, p. 137–. ISBN 9780677122007 [Consulta: 20 abril 2011].